# 八戸市立大久喜小学校
八戸市立大久喜小学校（はちのへしりつ おおくきしょうがっこう）は、青森県八戸市鮫町にある公立小学校。

## 沿革
- 1877年（明治10年）1月17日 -  浜通村字大久喜の高橋勝太郎宅を校舎として、大久喜小学創立。
- 1892年（明治25年） - 大久喜尋常小学校と改称。
- 1894年（明治27年）6月7日 -  校舎新築（木造2階建、四方屋根）。
- 1908年（明治41年）11月9日 - 金浜に分教場設置。
- 1926年（大正15年）11月10日 - 創立50周年記念式典挙行。
- 1932年（昭和7年）5月27日 - 鮫町大字大作平44番地（現校地）に、新校舎落成。
- 1941年（昭和16年）4月1日 - 国民学校令により、大久喜国民学校と改称。
- 1945年（昭和20年）7月5日 -  爆弾投下により、1教室破損。
- 1947年（昭和22年）4月1日 - 学制改革により、八戸市立大久喜小学校と改称。同日、大久喜中学校を併置し、高等科生を中学校移籍。
- 1951年（昭和26年）4月1日 - 金浜分校が、昇格独立し、金浜小学校となる。
- 1953年（昭和28年）4月1日 - 併設の大久喜中学校が種差中学校と併合し、南浜中学校として、独立校舎に新築移転分離。
- 1958年（昭和33年）2月5日 - 校歌制定（作詞:北野弘志、作曲:奥瀬義信）。
- 1960年（昭和35年）2月 - 校章制定。
- 1963年（昭和38年）8月17日 - 1時30分頃、校舎・体育館全焼する火災発生。
- 1964年（昭和39年）9月8日 - 校舎落成。
- 1976年（昭和51年）7月10日 - 創立100周年記念式典挙行[1]。
- 1981年（昭和56年）5月1日 - 青森県統計教育指定校となる（昭和56年～58年）。
- 1993年（平成5年） - 体育館落成[1]。
- 1995年（平成7年）3月15日 - 新校舎完成。
- 1996年（平成8年）6月28日 - 校舎増築（体育館等）。創立120周年記念式典挙行し、祝賀会開催。
- 2001年（平成13年）4月1日 - これまでの外国語指導助手による英会話学習に加えて、県国際交流員（ロシア）との国際理解交流に取り組み始める。
- 2002年（平成14年）
  - 8月20日 - 八戸市学校保健会研究指定校となる（3年間）。
  - 11月28日 - 校庭フェンス外側に「かがやけ はばたけ 大久喜小」の看板を設置する。
- 2003年（平成15年）6月11日 - 白い校舎を豪華客船に見立てた「大久喜丸」の出港式を行う。
- 2006年（平成18年）
  - 5月21日 - 創立130周年記念大運動会開催。
  - 9月7日 - 130周年記念絵画（田口美喜男氏「HANA」）掲額。
  - 9月24日 - 花壇に防風ハウスを設置（130周年記念・おやじの会手作り）。
  - 10月21日 - 130周年記念学習発表会、午後特別プログラム（全校発表・トランペット演奏会）を実施。
- 2016年（平成28年） - 創立140周年を迎える[1]。

## アクセス
- 八戸市営バス「大久喜」バス停下車後、徒歩約210m・約3分。
- JR東日本八戸線大久喜駅から、徒歩約555m・約8分。
- 八戸市立南浜中学校から、徒歩約600m・約9分。

## 学区
- 大久喜・法師浜

## 周辺
- 青森県道1号八戸階上線
- 大久喜漁港

## 参考資料
- 『青森県教育史 別巻』(青森県教育委員会・1973年12月20日発行)
  - 「学校沿革 小学校」721頁「大久喜小学校」
  - 「学校沿革 中学校」881頁～882頁「南浜中学校」